# Pere Alberc i Ferrament
Pere Alberch i Ferrament, també conegut com a Pere Alberch i Vila (Vic, 1517 - Barcelona, 1582) fou un organista, orguener i compositor del Renaixement català.

## Biografia
Es formà musicalment a la catedral de Vic i posteriorment, entre els anys 1534 i 1536, a la seu de València amb el seu oncle Pere Vila. Es creu que allí devia relacionar-se amb els músics destacats que treballaven a la cort del Duc de Calàbria, com Mateu Fletxa el vell, Bartomeu Càrceres o Lluís del Milà.
A partir de la primavera de 1536 passà a ocupar el càrrec d'organista a la catedral de Barcelona i l'exercí fins al seu traspàs, rebent la dignitat canonical a 1558. Un acord establert entre el capítol de la catedral i Pere Vila, l'oncle de Pere Alberch, establia que Vila deixava una important suma de diners per restaurar l'orgue i, a canvi, el capítol reservava la titularitat del càrrec d'organista als membres de la seva nissaga.
En l'exercici d'aquest càrrec formà organistes com Mateu de Torres, Pau Navarro, Pere Coll, Miquel Martí o Pau Brugats. Col·laborà amb Pere Flamencch en la restauració de l'orgue de la catedral de Barcelona entre 1538 i 1540 i en la construcció dels de Santa Maria del Mar i la catedral de Vic.
Nombrosos testimonis de la seva època afirmaven que la seva celebritat s'estenia per tot Europa. Com a exemple, el cronista Pere Comes afirmava que «molts músics venien d'Itàlia, de França, d'Europa, i finalment de tot lo món on hi havia homes hàbils en música, sols per veure i provar si los fets de dit Vila eren tant com la fama li era divulgada per tota la Christiandat, i aprés com se n'anaven deien qu'en tot lo món no hi havia músich que se li pogués igualar».

## Obra
L'obra organística fou el que li donà major renom, però només s'han conservat un parell de «tientos» que Venegas de Henestrosa incorporà en el seu Libro de cifra nueva. Fou autor d'una col·lecció de madrigals a 3, 4, 6 i 8 veus, publicats a Barcelona entre 1560 i 1561 en dos volums. El primer volum, del qual només se’n conserva el quadern de l’altus, va veure la llum el 1561 sota el títol d’ODARUM (QUAS VUGO MADRIGALES APPELLamus) […]. El quadern conté una col·lecció de quaranta-un madrigals escrits per a 3, 4, 5 i 6 veus, sobre trenta textos poètics en llengua castellana, alguns dels quals pertanyen a Garcilaso de la Vega i Jorge Manrique, cinc en llengua catalana, sobre versos de Pere Serafí i Ausiàs March, un en llengua francesa «Fara lin, tin tin tin […] la zic zac, fli flac», quatre en llengua italiana, entre els quals hom hi identifica un text de Serafino dell’Aquilla —Vivo sol di mirarti—, i el text poètic Amor mi fa morire que probablement Alberch conegué a través de l'edició impresa del madrigal d’Adrian Willaert de 1536.
El segon volum, del qual també se’n conserva únicament el quadern de l’altus, sortí de l’impremta de Jaume Cortey amb data de 1560, sota el títol d’ODARUM SPIRITUALIUM MUSICO, ET PER ELEGANTI CONCENTU COMPOSITARUM, PETRO ALBERCIO VILA, BARCINONENSIS ECCLESSIAE CANONICO […]. Aquesta col·lecció conté vuit madrigals espirituals en llegua castellana, entre ells el que escriví sobre el célebre text de Jorge Manrique, «Recuerde el alma dormida», amb una versió polifònica per a sis veus, i cinc fragments amb textos de madrigals d’entre els quals un altre d’Ausiàs March.
L'edició impresa d’aquest segon llibre es veu complementada per una col·lecció de tres quaderns manuscrits –Ti, A, B—, M 588/2 de la Biblioteca de Catalunya, el qual, a més a més de vuit madrigals castellans de l'edició impresa, ha conservat un altre madrigal a quatre veus —«Oh Reyna soberana»—, un madrigal concertat per a vuit veus —el «Dialogo a ocho», «Gosemos alma mia d’esta vida»— i un llarg madrigal a quatre veus que consta de vuit parts i que, sota el títol original de «La Babilonia», constitueix una paràfrasi castellana del salm 136 Super flumina Babylonis: «Siéntome’n las riberas d’estos rios».
L'edició del primer llibre de l’Odarum amb la denominació explícita de Madrigales és la primera que coneixem respecte a la resta de produccions d’aquest gènere, obrades pels compositors hispànics del segle XVI. Cal, doncs, incidir en la primacia de Pere Alberch a l’hora d’incorporar el terme madrigal per primera vegada en el conjunt de l’àrea hispànica, de la mateixa manera que cal recordar que els compositors de l’àrea castellana a mitjan segle xvi empraven diverses denominacions —soneto, canción, villancico— per designar de fet una estilística propera, en moltes ocasions, al madrigal polifònic. D’altra banda, és a bastament coneguda l’arbitrarietat amb els compositors del Cinc-cents titulaven les seves obres. Hom constata en el madrigal l’absència d’una recíproca necessitat d’adequació entre l'estructura mètrico-literària i un esquema formal determinat.
També es conserven dues ensaladas (El bon jorn i La lucha) que figuren en l'edició de les de Mateu Fletxa el Vell, properes a l'estil d’aquest darrer, que probablement escriví durant els seus anys de formació a València al costat de Vila i Fletxa oncle. La seva obra litúrgica, menys difosa, es mou estrictament dins dels paràmetres de l'estil antic de la polifonia eclesiàstica, mentre que l'estil polifònic dels seus madrigals es pot adscriure perfectament dins del corrent estètic del manierisme.